# Peperomia hodgei
Peperomia hodgei är en pepparväxtart som beskrevs av Truman George Yuncker. Peperomia hodgei ingår i släktet peperomior, och familjen pepparväxter. Inga underarter finns listade i Catalogue of Life.